# Pampiconus mundus
Pampiconus mundus är en mångfotingart som beskrevs av Chamberlin 1957. Pampiconus mundus ingår i släktet Pampiconus och familjen Siphonotidae. Inga underarter finns listade i Catalogue of Life.